# تقی خواجوی
میرزا تقی خان مشیر‌معظم (۱۲۵۵خ اصفهان - ۱۳۲۳ خ تهران) که نام خانوادگی خواجوی برگزید، وزیر فوائد عامه و تجارت در کابینه سید ضیاءالدین طباطبایی بود که به کابینه سیاه معروف شد.
فرزند میرزا غلامحسین خان منتصر‌الممالک بود. در اصفهان به دنیا آمد و در همین شهر تحصیل کرد. در نهضت مشروطه شرکت جست و وارد وزارت پست و تلگراف شد. در شهرهای مختلف رئیس پست بود تا اینکه در کابینه صد روزه سید ضیاءالدین طباطبایی که با کودتای سوم اسفند ۱۲۹۹ روی کار آمد، وزیر فوائد عامه شد. پیش از کودتا انتخابات دوره چهارم مجلس شورای ملی برگزار شده و مشیر‌معظم از طبس انتخاب شده بود اما سید ضیاء جلو تشکیل مجلس را گرفت. پس از سقوط کابینه سید ضیاء و اخراج او از ایران، مجلس تشکیل شد ولی نمایندگان به اتفاق آرا اعتبارنامه مشیر‌معظم را به سبب همکاری او با سید ضیاء رد کردند (پنجم امرداد ۱۳۰۰). مشیر معظم پس از آن حاکم بروجرد و لرستان و والی کرمان شد و توانست در دوره بعدی مجلس (دوره پنجم) به نمایندگی از حوزه انتخابیه تون و طبس به مجلس راه یابد. 
او بیش از هزار جلد کتاب به کتابخانه دانشگاه تهران اهدا کرد. 